# (18) Melpomène
(18) Melpomène, internationalement (18) Melpomene, est un gros astéroïde lumineux de la ceinture principale d'astéroïdes qui a été découvert par John Russell Hind le 24 juin 1852 et nommé d'après Melpomène, la muse de la tragédie dans la mythologie grecque. Il est classifié comme astéroïde de type S et est composé de silicates et de métaux.
Melpomène a occulté l'étoile SAO 114159 le 11 décembre 1978. Un possible satellite d'un diamètre d'au moins 37 km a été détecté. Le satellite candidat a reçu la désignation provisoire S/1978 (18) 1. En 1988, une nouvelle recherche de satellites ou de poussière en orbite autour de l'astéroïde a été réalisée en utilisant le télescope UH88 des observatoires du Mauna Kea, mais l'effort est resté vain. 
Melpomène a été observé avec le télescope spatial Hubble en 1993. Il a été en mesure de déterminer la forme, légèrement allongée, de l'astéroïde, mais aucun satellite n'a été détecté. Melpomène a été étudié par radar.
Son symbole astronomique était .

## Compléments